# Hófehérke (keresztnév)
A Hófehérke újabb keletű névadás, a Grimm fivérek mesehősének neve alapján.

## Gyakorisága
Az 1990-es években a Hófehérke szórványos név, a 2000-es években nem szerepel a 100 leggyakoribb női név között.

## Névnapok
- május 9.[2]
- augusztus 5.[2]
- december 16.[2]